# National Highway 27
National Highway 27 (NH 27) ist eine Hauptfernstraße im Norden des Staates Indien mit einer Länge von 93 Kilometern. Sie beginnt im Bundesstaat Uttar Pradesh in Prayagraj am NH 2 und führt nach 43 km durch diesen Bundesstaat weitere 50 km durch den benachbarten Bundesstaat Madhya Pradesh nach Mangawan an den NH 7.